# تاریخ فمنیست

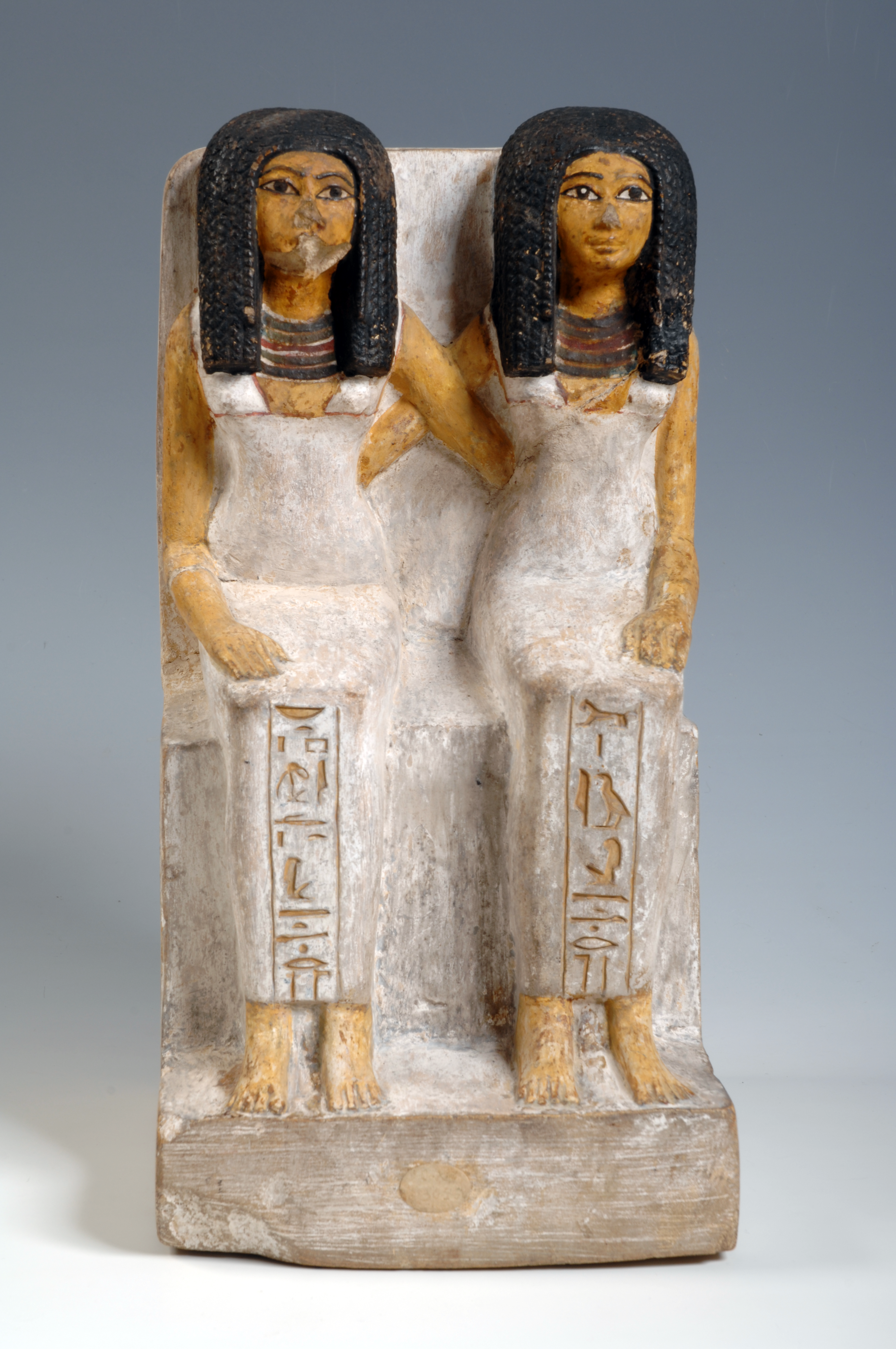
مجسمه دو زن، ایدت و رویو، که به‌شکلی معمولی برای زوج‌های متأهل به تصویر کشیده شده است، در موزه اگیزیو (Museo Egizio) واقع در ایتالیا.

تاریخ فمنیست اشاره به بازخوانی تاریخ از دید زنان دارد. تاریخ فمنیست با تاریخ فمینیسم که به ریشهٔ فمینیسم و تحولات آن می‌پردازد تفاوت دارد.‌‌ همچنین تاریخ فمنیست با تاریخ زنان که بر روی نقش زنان در حوادث تاریخی تمرکز دارد متفاوت است. هدف تاریخ فمنیست کاوش و روشن‌سازی دید زنانه از تاریخ از طریق کشف مجدد زنان نویسنده، هنرمند، فیلسوف و… جهت بهبود و نمایش اهمیت صدای زنان و انتخاب‌های آنان در گذشته است. تاریخ فمنیست به‌دنبال تغییر طبیعت تاریخ جهت شامل کردن جنسیت در تمامی جنبه‌های تحلیل‌های تاریخی است درحالی‌که همچنان از دریچه انتقادی فمینیستی نیز نگاه می‌کند. جیل متیوس عنوان می‌کند «هدف این تغییر سیاسی است: برای به چالش کشیدن عرف‌ها و نظم تاریخی که زنان را حقیر و به آن‌ها ظلم کرده و ایجاد نظمی که به زنان خودمختاری و فضا جهت تعریف خود را بدهد است».
دو مشکل خاصی که تاریخ فمنیست سعی در حل آن دارد حذف زنان از سنت‌های تاریخی و فلسفه است؛ و توصیف منفی از زنان یا زنانگی در آن است. با این وجود تاریخ فمنیست فقط علاقه‌مند به مسئله جنسیت به خودی خود نیست؛ بلکه اهمیت بیشتری به تفسیر مجدد تاریخ با کل‌نگری و به شیوه‌ای متعادل‌تر دارد.